# Ваља луј Лалу (Бузау)
Ваља луј Лалу (рум. Valea lui Lalu) насеље је у Румунији у округу Бузау у општини Пардоши. Oпштина се налази на надморској висини од 339 m.

## Становништво
Према подацима из 2002. године у насељу је живело 110 становника, од којих су сви румунске националности.